# Poecilimon djakonovi
Poecilimon djakonovi är en insektsart som beskrevs av Miram 1938. Poecilimon djakonovi ingår i släktet Poecilimon och familjen vårtbitare. Inga underarter finns listade i Catalogue of Life.